# Новогольелань
Новогольелань — село в Грибановском районе Воронежской области.
Административный центр Новогольеланского сельского поселения.

## География

### Улицы
- ул. Еланская,
- ул. Калинина,
- ул. Ленинская,
- ул. Набережная,
- ул. Октябрьская,
- ул. Первомайская,
- ул. Свободы,
- ул. Советская.

## Достопримечательности
Памятник погибшим на ВОВ « Ничто не забыто! Никто не забыт!»

## Водный состав
Не искусственные: река Елань
Искусственные водоемы: пруды Нижний и Верхний, Марутин